# Quello che non ti ho detto (Scusami)
Quello che non ti ho detto (Scusami) è un brano musicale del gruppo musicale italiano Modà, pubblicato come primo singolo il 12 maggio 2006 dall'etichetta discografica Around the Music Italy, e successivamente inserita nell'album Quello che non ti ho detto pubblicato nel 2006. Il singolo è arrivato alla posizione numero 4 della classifica FIMI.

## Il brano
Il brano è stato scritto dal frontman della band, Francesco Silvestre, e arrangiato dallo stesso Silvestre con la collaborazione di Enrico Palmosi.

## Video musicale
Il video musicale prodotto per il singolo è stato diretto da Gaetano Morbioli ed è stato girato presso Villa Giona, a Verona. Sono protagonisti del video gli attori Samanta Piccinetti e Dino Lanaro.

## Tracce
1. Quello che non ti ho detto (Scusami) - 3:42